# 勒烏薩杜盧伊鄉
45°37′N 24°04′E / 45.617°N 24.067°E
勒烏薩杜盧伊鄉（羅馬尼亞語：Comuna Râu Sadului, Sibiu），是羅馬尼亞的鄉份，位於該國中部，由錫比烏縣負責管轄，面積52平方公里，海拔高度638米，2007年人口620，人口密度每平方公里12人。